# Lago dos Tigres

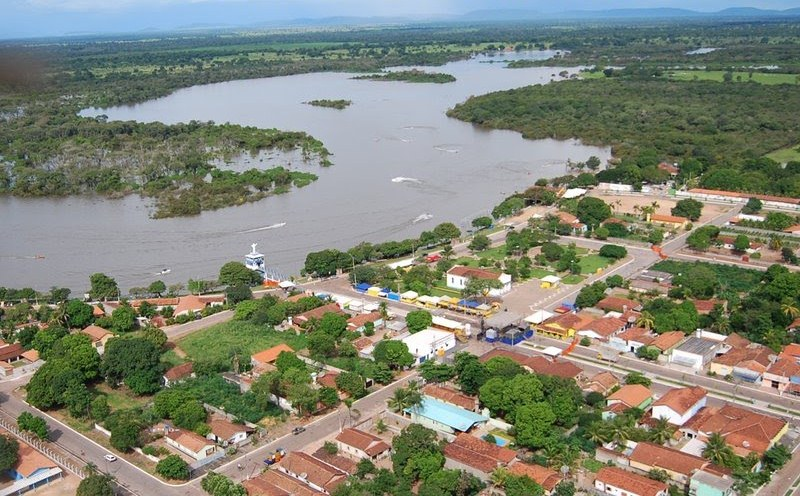
Lago dos Tigres em Britânia-GO

O Lago dos Tigres é um lago natural localizado no município de Britânia, no estado de Goiás, localizado a 306 km da capital Goiânia.
O é formado pelas águas do Rio Água Limpa, tendo 37 km de extensão e cerca de 50 km² de área.
As águas do Lago dos Tigres descem para o Rio Vermelho que se junta ao Rio Araguaia. O local pode ser visitado em qualquer época do verão. Às margens do lago, no município de Britânia foi levantado um monumento de Cristo com os braços abertos sobre as águas mansas que é um ponto de referência para todos que visitam e moram na região. Possui uma fauna bem diversificada podendo se encontrar Antas, Capivaras, Manguaris entre outros animais.